# Kalendarium prepozytury w Mniszku
Mniszek – wieś 20 km na W od Radomia, u zbiegu rzek Jabłonicy i Korzeniówki, dopływu Radomki; ok. 58 km na N od kl., 7 km na SW od → Ciepłej.
Nazwy lokalne miejscowości w dokumentach źródłowych
1408 „Mniszek”, 1416 „Mnyszek”, 1427 „Mnyschek”, 1442 „Mnischek”, 1452 „Mnyschek”, „Mnysschek”, 1460, 1467 „Mnyschek”, 1462 „Mnyssthek”, „Mnysschek”, „Mnyschek”, 1463-4 „Mnÿssek”, 1470-80 „Mnyschek”, „Mnischek”, „Mnysek”, „Mnyszek”, „Mnysszek”, „Mniszek”, 1526 „Mnischek”, „Mnissek”, 1529 „Mnyssek”, „Mnyschek”, 1530 „Mnissek”, 1531 „Mnÿszek”, 1538 „Mnisek”, 1540 „Mniszek”, 1563 „Mnyszek”, 1569 „Mniszek”

## Podległość administracyjna
- 1439 pow. iłżecki[4], 1442n. pow. rad.[5], 1408n. parafia własna[6].

Granice i topografia w średniowieczu
- 1439 biskup krakowski lokuje na surowym korzeniu wieś Korytów obecnie Koryciska w dąbrowach i lasach między wsią Omięcin, należącą do biskupa, a Jabłonicą i Mniszkiem, koło rzeki Brannicy (Brannycza) obecnie Jabłonka, nad strumieniem Gawłówka (Gawlowka) płynącym z wsi Wysoka do Mniszka[7][a]
- 1456 graniczy z Chronowem i Strzałkowem[8].
- 1461 graniczy z Chronowem i Łaziskami (ib. 4);
- 1462 graniczy z wsiami opactwa w Wąchocku: Chronowem, Wawrzyszowem i Rogowem[9][10]
- 1470-80 graniczy z Wawrzyszowem oraz Wawrzyszową, czyli Rogową Wolą [ob. Laskowa Wola?] (Długosz L.B. t.III 407-8).

## Kalendarium
Początkowo własność szlachecka, ale nic nie wiadomo o wcześniejszych właścicielach Mniszka, następnie w latach 1374–1408 klasztoru świętokrzyskiego, od 1462 r. klasztoru wąchockiego Cystersów.
- 1397-1425 mają miejsce sąsiedzkie zatargi między Gotfrydem opatem wąchockim a Mikołajem identyfikowanym z opatem Mikołajem Drozdkiem vel Mniszkiem[11]
- 1408 – 1427 Mikołaj opat świętokrzyski przeznacza na utrzymanie konwentu między innymi wieś Mniszek z prepozyturą[12]
- 1442 Władysław III Warneńczyk przenosi na prawo średzkie imiennie wyliczone posiadłości opactwa świętokrzyskiego, w tym Mniszek[13][14]
- Jak pisze Długosz w latach 1462, 1463, 1464, 1467, a następnie 1470-80 wieś Mniszek z dziesięcinami i przynależnościami oraz prepozyturą należała niegdyś do klasztoru świętokrzyskiego, ale mgr Michał, opat świętokrzyski, z powodu jej znacznej odległości od klasztoru, zamienił ją z Mikołajem Rzygą, opatem wąchockim na wieś Jeżów z dziesięcinami. Były tu według opisu Długosza łany kmiece, folwark klasztorny z dworem i łąki oraz młyn (Długosz L.B. II 532; III 237, 413)
- 1510 zanotowano pobór od 5 zagrodników, z 2 karczem i 2 kół wodnych (Rejestr Poborowy)
- 1526 pobór z 1 łana i kwarty, karczmy z rolą i 2 młynów, każdy o 2 kołach[15]
- 1529 wieś Mniszek płaci czynsz klasztorowi wąchockiemu (W tym okresie klasztor wąchocki posiadał aż dwie wsie o nazwie Mniszek opisywaną prepozyturę (LR 361) oraz jakiś, dziś nieistniejący Mniszek w parafii Wąchock, z którego brał dziesięciny z łanów kmiecych[16])

Którą z tych wsi wymieniono w spisie wsi czynszowych klasztoru – nie wiadomo, są tu 2 młyny płacące 5 grzywny czynszu prepozytowi Mniszka (Liber Retaxationum 358, 361)
- 1530 pobór z 1 łana i kwarty oraz młyna dorocznego o 2 kołach[17]
- 1531, 1538, 1540 pobór z 1 łana i kwarty oraz z 2 młynów dorocznych o 4 kołach[18]
- 1569 pobór z 2 łanów plebańskich, od 1 zagrodnika bez roli, z młyna o 3 kołach, karczmy dorocznej i od 1 kowala[19][20]
- 1570 opat wąchocki daje pobór z 2 łanów od 1 zagrodnika z ogrodem, z młyna o 3 kołach, karczmy dorocznej i od 1 kowala[21]
- 1576-7 pleban daje pobór z 2 łanów, od 1 zagrodnika bez roli, z młyna dorocznego o 3 kołach, karczmy i od 1 kowala[22]
- 1598 własność prepozytury, było 8 kmieci po 1/2 łana, karczma z półłankiem, 5 zagrodników z ogrodem, folwark z ogrodem, łąką, sadzawkami, mały młyn i oficyny (Acta Visitationis capituli cracoviensis, rps w AMetr. XIV 22);
- 1673 pogłówne od 67 mieszkańców wsi i 4 osób mieszkających w młynie[23]
- 1787 liczy 144 mieszkańców, w tym 4 Żydów[24]
- 1789 własność Cystersów wąchockich, przynosi dochód 1412 złotych 27 groszy[25].
- 1798 oświadczenie Urbana Jasińskiego, podprzeora i prokuratora klasztoru wąchockiego, w sprawie sepu, robocizny i danin na rzecz starostwa radomskiego z wsi klasztornych: Chronów, Wawrzyszów, Rogów, Laskowa Wola i Mniszek[26]
- 1827 ma 17 domów i 116 mieszkańców[27].

## Powinności dziesięcinne
Początkowo prepozytura kl. świętokrzyskiego, a następnie klasztoru wąchockiego, dziesięcina należy do plebana Mniszka oraz klasztoru świętokrzyskiego, a następnie po zamianie do klasztoru wąchockiego.
- 1408 Jan prepozyt Mniszka OSB[6]
- 1397-1425, 1427 mają miejsce sąsiedzkie zatargi między Gotfrydem opatem wąchockim a Mikołajem identyfikowanym z opatem Mikołajem Drozdkiem vel Mniszkiem
- 1452 ordynacja między Michałem opatem i konwentu świętokrzyskiego a Jakubem OSB prepozytem Mniszka, zawarta wobec Zbigniewa kardynała i biskupa krakowskiego, regulująca obowiązki i prawa prepozytów Mniszka, którzy mają otrzymywać prepozyturę na okres 9 lat i płacić z niej konwentowi rocznie 3 grzywny lub 1 beczkę solonych śledzi na post 40-dniowy
- 1452 opat i konwent świętokrzyski prezentują kardynałowi Zbigniewowi mnicha Piotra bakałarza na prepozyturę w Mniszku, wakującą po śmierci dotychczasowego prepozyta Jakuba, także mnicha świętokrzyskiego[28]
- 1452 Kardynał Zbigniew oznajmia wikaremu w Mniszku i wszystkim obecnym, że instytuuje na prepozyta w Mniszku brata zakonnego Piotra bakałarza, prezentowanego przez opata i konwentu świętokrzyskiego, do których należy prawo patronatu na kościołem w Mniszku (ib. 167-8)[c];
- 1460 Maciej z Pełczyna alias z Pyzdr OSB, przebywając w prepozyturze w Mniszku, podczas gdy prepozytem był Mikołaj z Miechowa OSB, kończy kopiowanie rękopisu.
- 1462 Paweł ze Skrzynna, pleban w Nowym Radomiu, na prośbę Piotra OSB. bakałarza sztuk wyzwolonych, prepozyta kościoła ś. Jana Chrzciciela w Mniszku, transumuje 2 dokumenty z 1452 r. dotyczące prezenty i instytuowania Piotra na prepozyturze w Mniszku[29]
- 1462 w roku tym dokonana zostaje zamiana należącej do Michała opata i konwentu świętokrzyskiego wsi Mniszek razem z prepozyturą tamże na należącą do Mikołaja opata i konwentu wąchockiego wieś Jeżów z dziesięcinami dokonana ze względu na dużą odległość tych osad od obu opactw.

Prepozyt Mniszka, Benedyktyn świętokrzyski Piotr bakałarz, może pozostać na prepozyturze aż do śmierci, nie wolno mu jednak dysponować własnością Mniszka oraz prawem do wyrębu lasów, które mają tylko mieszkańcy Mniszka, musi też, tak jak dotychczas, płacić konwentowi świętokrzyskiemu, co roku 3 grzywny lub beczkę solonych śledzi.
Opat i konwent świętokrzyski zobowiązują się aż do śmierci lub dobrowolnej rezygnacji prepozyta Piotra płacić klasztorowi wąchockiemu corocznie na ś. Mikołaja [6 XII] po 7 grzywien
Opat wąchocki otrzymuje pełne prawa do obrony wolności i całości Mniszka, a prepozyt zobowiązany jest okazywać mu, jako prawemu właścicielowi, szacunek i posłuszeństwo we wszystkich sprawach, wyjąwszy dotyczące obserwancji zakonnej.
Po rezygnacji lub śmierci Piotra prepozytura w Mniszku razem z dziesięcinami i przynależnościami przejdzie na własność klasztoru wąchockiego, który może na niej osadzić swojego zakonnika lub w inny sposób nią dysponować, znikną też wszelkie wzajemne obciążenia między prepozytura a klasztorem świętokrzyskim, wówczas też, o ile nie umrze wcześniej któryś z opatów lub sam zainteresowany, na własność klasztoru świętokrzyskiego przejdzie dziesięcina snopowa z Jeżowa, którą dzierży obecnie z zapisu opata wąchockiego Jan Bostowski z Bostowa
- 1463 Kazimierz Jagiellończyk na prośbę obu opatów transumuje oba dokumenty zamiany Mniszka na Jeżów[31].
- 1464 Jan biskup krakowski transumuje dokument zamiany Mniszka na Jeżów[32]
- 1467 Rudolf biskup lawentyjski i legat papieski na prośbę Jakuba opata wąchockiego transumuje dokument z 1462 r. w sprawie zamiany Jeżowa na Mniszek i inkorporuje do opactwa w Wąchocku przeorat, czyli prepozyturę w Mniszku z jej przynależnościami i dziesięcinami (ib. 1987);
- 1467 tenże na prośbę Michała opata świętokrzyskiego transumuje dokument z 1462 r. w sprawie zamiany Mniszka na Jeżów, włączając Jeżów wraz z dziesięciny do stołu opackiego, w zamian jednak opat musi wypłacać swojemu konwentowi po 10 grzywien rocznie → Kalendarium Jeżowa
- 1470-80 Z opisu Długosza wiadomo o istnieniu drewnianego kościoła parafialnego.

Była tu cela opactwa świętokrzyskiego zajmowana przez jednego z Benedyktynów, nazywanego prepozytem i prezentowanego przez opata i konwent świętokrzyski, a instytuowanego przez ordynariusza diecezji.
Prepozyt ten zajmował się obsługą duchową parafii oraz zarządem dóbr klasztornej jednakże z powodu znacznej odległości od klasztoru mgr Michał opat świętokrzyskiego odstąpił wieś i prepozyturę Mniszek Mikołajowi Rzydze, opatowi klasztorowi w Wąchocku, w zamian za wieś Jeżów z dziesięcinami.
Prepozyt Mniszka ma dwór, folwark i łąki w Mniszku oraz młyn dający mu mlewo. Dziesięciny snopowe i konopne z całej wsi oprócz folwarku, który dziesięciny przeznacza na własne potrzeby, wartości do 6 grzywien, należała niegdyś do kl. świętokrzyskiego i jego prepozyta teraz bierze ją prepozyt Mniszka lub klasztoru wąchockiego (Długosz L.B. t.II 532;t. III 237, 413).
Do opactwa świętokrzyskiego i prepozyta Mniszka należała także przed zamianą dziesięcinę snopową i konopną wartości do 6 grzywien z łanów kmiecych w Łaziskach, która obecnie należy do klasztoru wąchockiego, wybierana jest jednak przez prepozyta Mniszka, oraz dziesięcina snopowa z łanów kmiecych w Strzałkowie, obecnie także należąca do klasztoru w Wąchocku (Długosz L.B.t. II 532 t.III 420).
Natomiast do prepozyta Mniszka nadal należą: dziesięciny snopowe i konopną wartości do 4 grzywien w Wolicy (Długosz L.B. t.II 532; III 415)i dziesięciny snopowe z ról 2 karczem w Wawrzyszowie (Długosz L.B. t.I 533; t.III 274, 407) oraz z folwarku w Młodnicach i Głogowie (Długosz L.B. t.I 307, 310; II 532-3). Okręg par.: Mniszek, Głogów, Łaziska, Młodnice, Rogowa, czyli Wawrzyszowska Wola [ob. Laskowa Wola?], należące do rycerzy części wsi Strzałków, Wawrzyszów i Wolica (Długosz L.B. t.II 532-3; t.III 406, też t.I 307, 310; t.III 274, 407, 415, 420).
- 1529 prepozytura zakonna Cystersów, prepozytem z prezenty Rafała opata wąchockiego jest czcigodny Jan z Szydłowca, do jego uposażenia należy czynsz 5 grzywien z 2 młynów oraz dziesięciny snopowe z całego Mniszka wartości 2 grzywien i z ról kmiecych w Sokolnikach Mokrych i Konarach wartości po 1,5 grzywny
- 1563 okręg parafialny: Mniszek, Chronów, Chronówek, Głogów, Kaleń, Koryciska, Laskowa Wola, Łaziska, Młodnice, Rogów, Wawrzyszów, Zadąbrów[33]
- 1598 drewniany kościół parafialny konwentualny ś. Jana Chrzciciela, konsekrowany, 4 ołtarze, należy do klasztoru wąchockiego Prepozyt z zakonu Cystersów i 2 wikarych świeckich. Do prepozyta należy wieś Mniszek oraz dziesięciny snopowe z folwarku w Konarach, z części Głogowa, obecnie nieoddawana, z Młodnic, folwarczna i kmieca w Sokolnikach, od 2 kmieci w Ciepłej. Rektor szkoły ma dom z ogrodem i dziesięciny dworskie oraz od 2 kmieci z Chronówka, od 2 osób szlachty w Ciepłej, obecnie nieoddawana. Okręg parafialny jak w 1563 r. plus Strzałków[34]
- 1617 prepozytem Kaspar Bebnowski OCist i 2 wikarych. Rektor szkoły Maciej z Zegnienina, kantor Stanisław z Wierzbicy[35]
- 1630 Andrzej Gładki, przeor wąchocki, buduje drewniany kościół w Mniszku, istniejący jeszcze w XIX w.Kalendarium prepozytury w Mniszku, [w:] Słownik geograficzny Królestwa Polskiego, t. VI: Malczyce – Netreba, Warszawa 1885, s. 555.
- 1662 pogłówne z probostwa w Mniszku z czeladzią i poddanymi płacą: pleban Gładzisz Mniszkowski, kaznodzieja Maciej Daniłowicz, wikary Adam Dąbrowski, gospodarz Aleksander Pełczyński z ż. Agnieszką siostrą proboszcza i z jej siostrą Anną oraz s. Janem, studentem, i córkami Anną i Aleksandrą, parobcy Stanisław Małek i Walenty Dudka, pastuch Stanisław Borucki, dziewki służebne Maryna Woikowska i Jadwiga Kuśnierczanka, pastuch koni Jakub, chłopcy Paweł Kowalik i Stanisław Badur.

Świecka służba kościelna: kantor Tomasz Podgórski z żoną Katarzyną, dziewka służebna Anna Sieczkowka, organista Grzegorz Hebda z żoną Anną, Katarzyna Cirka, komornica Jadwiga Wlazłowa wdowa chłopiec Stanisław
- 1662 kościół należy do klasztoru wąchockiego, jest tu prepozyt z 2 księżmi – wikarymi, 2 kościelnych z rodzinami, 2 komorników (ib. 126v);
- 1662 w kościele pleban, wikary i kaznodzieja, 1236 parafian[37]
- 1747-8 powstaje szpital([38]
- 1781 kościół konsekrowany, prepozytem był Ludwik Adamek OCist instytuowany w tym roku[39]
- 1787 okręg parafialny jak w 1563 r. dodatkowo „attynencya Szabas”, 5 młynów: stary, nowy, gozdziawski, sorzyński, branice i karczma zielona, parafia liczy 1742 mieszkańców, w tym 82 Żydów[40]
- 1789 W Mniszku przebywa ks. Józef Adamski OCis, prowizor klasztoru wąchockiego i pleban Mniszka dochód 735 złotych 4 grosze, a z prebendy należącej do ks. Celińskiego, Cystersa wąchockiego, dochód 251 zł[41]

## Studenci Uniwersytetu Krakowskiego
- 1416 Filip syn Wojsława, student Uniwersytetu Krakowskiego[42]